# Euchlanis pannonica
Euchlanis pannonica is een raderdiertjessoort uit de familie Euchlanidae. De wetenschappelijke naam van deze soort is voor het eerst geldig gepubliceerd in 1877 door Bartsch.